# Mammillaria klissingiana
Mammillaria klissingiana (укр. Мамілярія Кліссінга, Мамілярія клісінгіана) — сукулентна рослина з роду мамілярія (Mammillaria) родини кактусових (Cactaceae).

## Етимологія

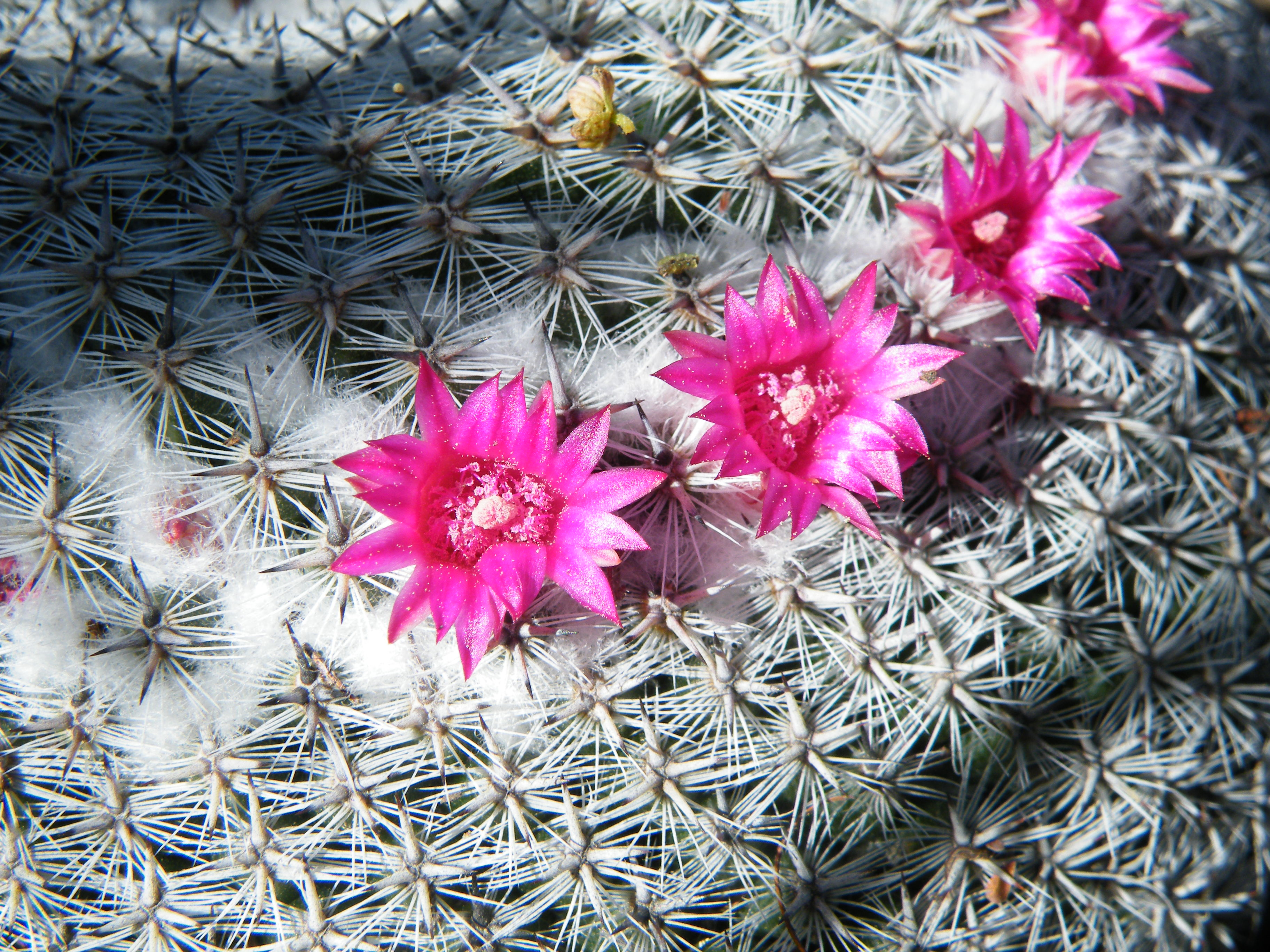
Квіти Mammillaria klissingiana

Видова назва дана на честь власника розплідника рослин Карла Людвіга Кліссінга, який фінансував поїздки Уго Баума до Мексики.

## Ареал і екологія
Mammillaria klissingiana є ендемічною рослиною Мексики. Ареал розташований у штатах Сан-Луїс-Потосі, Тамауліпас і Нуево-Леон. Рослини зростають на висоті 630 — 2 300 метрів над рівнем моря на верхівках вертикальних вапнякових скель на непрямому сонці, а іноді і серед скель з рідкісною рослинністю. Зустрічається також на скелях в листяних лісах і на відкритих гірських породах.

## Морфологічний опис
Рослини поодинокі, іноді розгалужені.
| Орган              | Опис                                                                                 |
| Стебло             | кулясте або короткоциліндричне, вершина куляста, до 16 см заввишки, 9 см в діаметрі. |
| Епідерміс          |                                                                                      |
| Маміли             | тверді, шарообразно-пірамідальні до конічних, з молочним соком.                      |
| Ареоли             |                                                                                      |
| Аксили             | з безліччю білих щетинок, до 10 мм завдовжки.                                        |
| Центральні колючки | 2-4, шилоподібні, білі з темними кінцями, завдовжки 5 мм.                            |
| Радіальні колючки  | 30-35, розчепирені, прямі, білі, завдовжки 2 мм.                                     |
| Квіти              | рожеві, до 10 мм завдовжки, 8 мм в діаметрі.                                         |
| Плоди              | палицевидної форми, завдовжки 5-6 мм.                                                |
| Насіння            | коричневе.                                                                           |

## Споріднені види

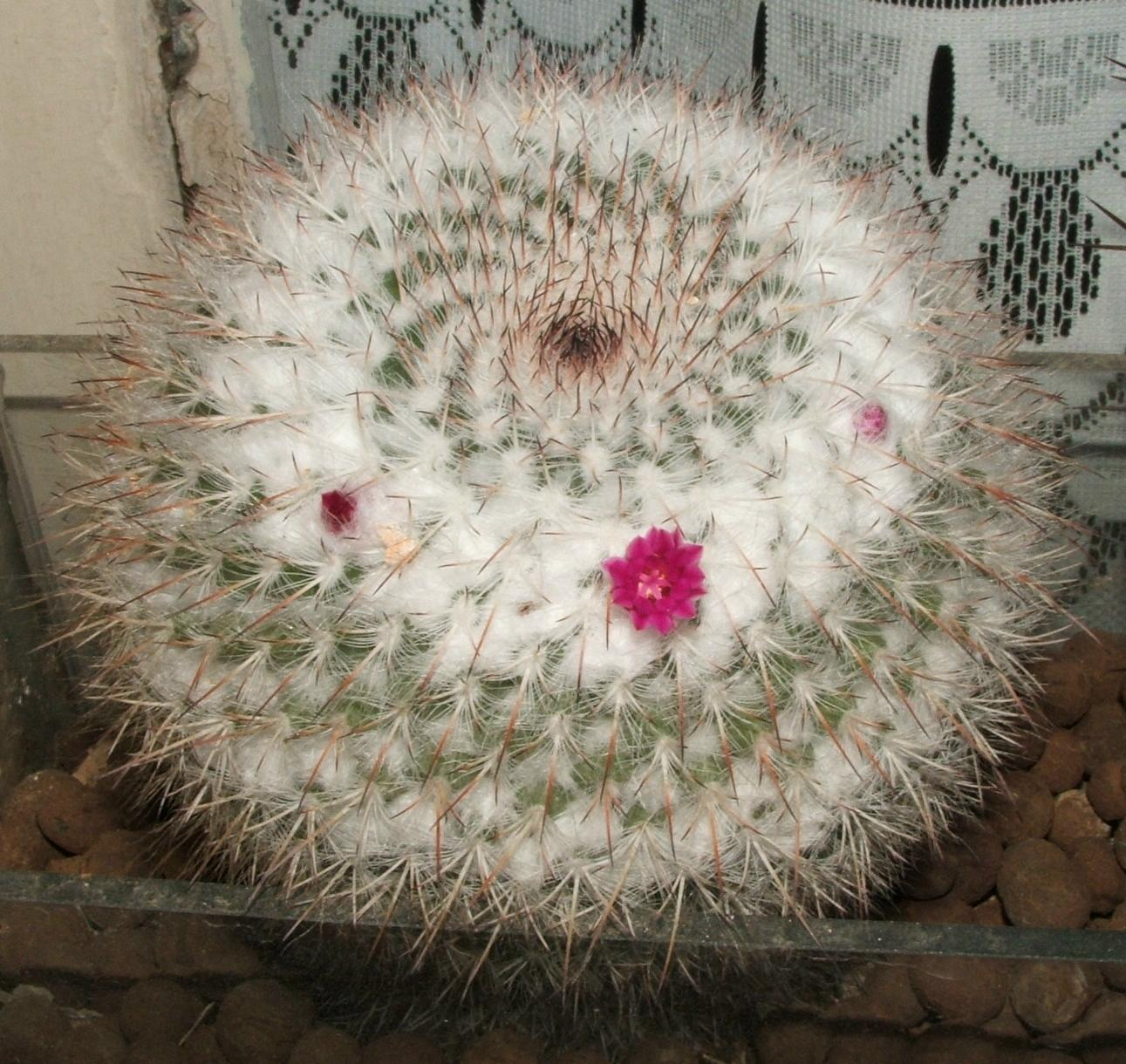
Mammillaria brauneana

Через шість років після опису Mammillaria klissingiana, у 1933 Фрідріх Бедекер описав  як окремий вид Mammillaria brauneana, яка походить з того ж ареалу, має менш густі білі колючки, ніж Mammillaria klissingiana, і більш помітні центральні, але в усьому іншому це та сама рослина, що і Mammillaria klissingiana і не заслуговує відокремленого місця в класифікації. Наразі розглядається як синонім Mammillaria klissingiana.

## Використання
Mammillaria klissingiana використовується як декоративна рослина, хоча зазвичай не із зібраного матеріалу із середовищ проживання.

## Утримання в культурі
Mammillaria klissingiana не так часто зустрчається в колекціях, порівняно з іншими білоколючковими маміляріями Mammillaria geminispina і Mammillaria bombycina, які швидше ростуть, хоча і вона здатна утворювати великі рослини. Можливо, вона не така популярна через повільне зростання.

## Чисельність, охоронний статус та заходи по збереженню

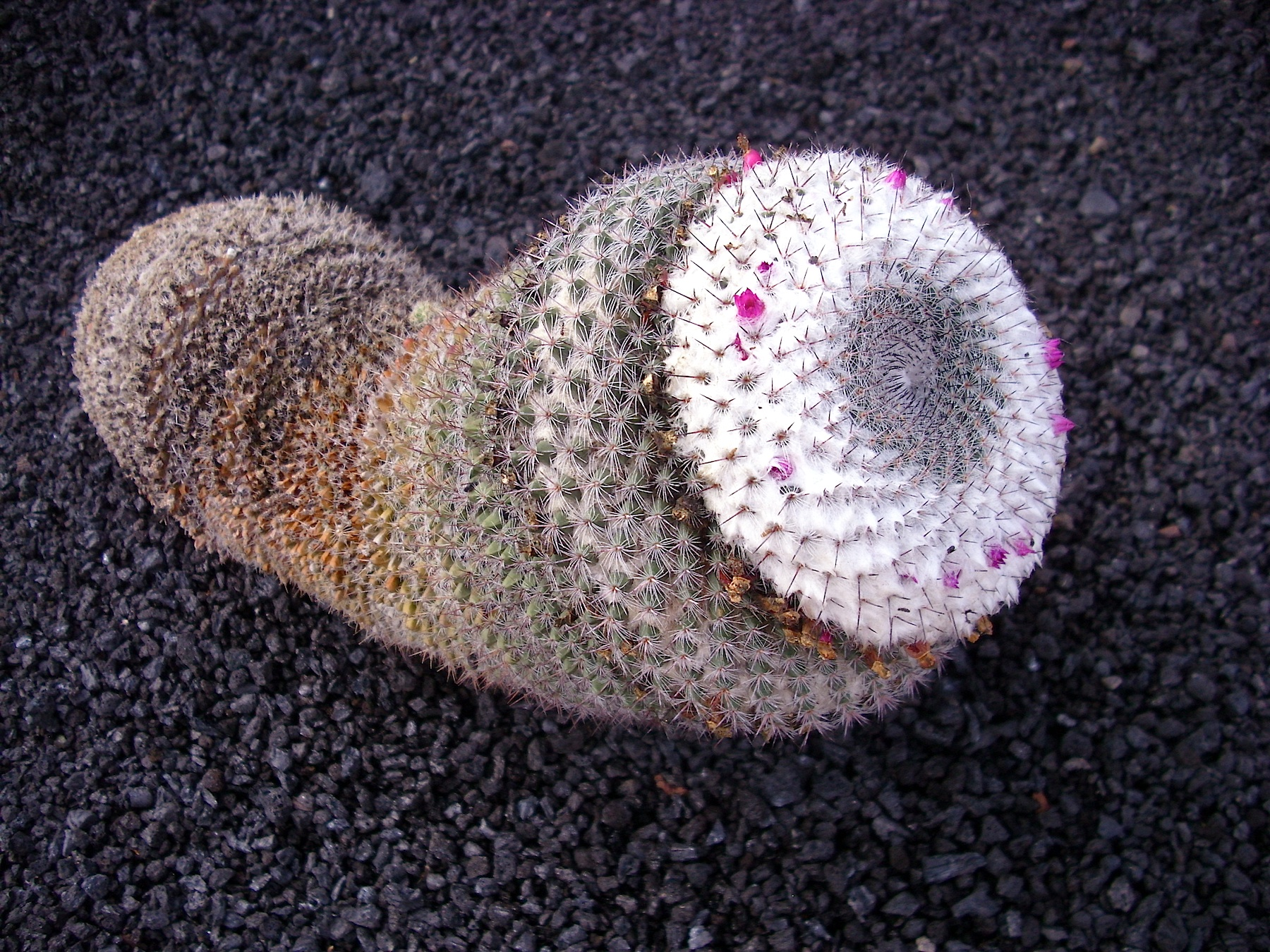
Mammillaria klissingiana.jpg в Саду кактусів (Jardín de Cactus), Лансароте, Канарські острови, Іспанія

Mammillaria klissingiana входить до Червоного списку Міжнародного союзу охорони природи видів, з найменшим ризиком (LC).
Це широко поширений вид. Часто зростає на узбіччях доріг, особливо на заході штату Тамауліпас, і нерідко повторно відновлюється після робіт з розширення шляхів.
Mammillaria klissingiana, ймовірно, зростає в деяких природоохоронних територіях.
У Мексиці ця рослина занесена до Національного переліку видів, що перебувають під загрозою зникнення, де вона включена до категорії «під загрозою».
Охороняється Конвенцією про міжнародну торгівлю видами дикої фауни і флори, що перебувають під загрозою зникнення (CITES).